# Crkva sv. Vida u Vidu
Crkva sv. Vida kod mjesta Vid, nastala je na ruševinama starokršćanskog kompleksa, vjerojatno u 14. ili 15. stoljeću o čemu svjedoči pronađeno kasnosrednjovjekovno groblje. Današnja crkva iz 18. stoljeća je jednobrodna građevina s pravokutnom apsidom, orijentirana istok – zapad, s trodijelnim zvonikom na preslicu baroknog sloga. Starokršćanska bazilika je imala polukružnu apsidu, a u sjevernom aneksu je pronađena krstionica s osmerokutnim krsnim zdencem. Nedostatak ranosrednjovjekovnih nalaza na ovom lokalitetu govori u prilog teoriji o prekidu života na ovom prostoru i njegovom ponovnom naseljavanju od strane novo pridošlog stanovništva na ruševinama grada Narone.
Starokršćanska crkva bila je duga oko 30 m, a široka 25 m, a karakteriziraju je manje prostorije uzduž oba zida bazilike. Širenjem kršćanstva iz Narone prema unutrašnjosti, ovaj je tip crkve proširen po unutrašnjosti provincije Dalmacije, a posebno u Hercegovini uz rijeku Neretvu. Krstionica dubine 1,15 m imala je stubište sa sjevera i juga, a bila je ukrašena obojenom žbukom koja je imitirala mramor. Nakon propasti Narone crkva vjerojatno nije bila u funkciji, a na njenim ruševinama nekada u 14. i 15. stoljeću nastaje kasnosrednjovjekovno groblje. Današnja je crkva podignuta na tom mjestu u 17. stoljeću, a njezin je južni zid jednim dijelom ostatak zida prvobitne crkve. Ostatci ranokršćanske crkve vidljivi su unutar i oko sadašnje crkve.

## Zaštita
Pod oznakom Z-5328 zavedeno je kao nepokretno kulturno dobro - pojedinačno, pravna statusa zaštićena kulturnog dobra, klasificirano kao "sakralna građevina".

## Galerija
- Krstionica
- Ostatci ranokršćanske crkve
- Južni zid crkve